# Hainewalde
Hainewalde és un municipi alemany que pertany a l'estat de Saxònia. Es troba a 10 kilòmetres de Zittau i a prop de la frontera amb la República Txeca.

## Història
La ciutat fou documentada per primer cop el 1272 i el 1392 s'hi va construir un castell com a casa pairal de la família Kanitz Kyaw, qui va vendre el castell el 1927 a la comunitat veïna de Großschönau.
El 26 de març de 1933 el castell fou ocupat per tropes d'assalt nazis de Dresden, que hi va crear un camp de concentració provisional per als presos polítics. Els primers presoners van arribar-hi el 28 de març de 1933. El 10 d'agost de 1933 es va tancar el Hainewalde KZ va ser tancat i va servir com a "Wehrertüchtigungslager" fins al final de la Segona Guerra Mundial. Fins a 1972 s'utilitzà principalment com a casa residencial i va romandre buit des de llavors. Una associació privada fundada l'any 2000 està ara treballant en la seva conservació.